# 110 (szám)
A 110 (száztíz) a 109 és 111 között található természetes szám.

## A matematikában
- A prímtényezői alapján szfenikus szám. Téglalapszám (10 · 11).

## Egyéb használatai
- A periódusos rendszer 110. eleme a darmstadtium.